# Mussa

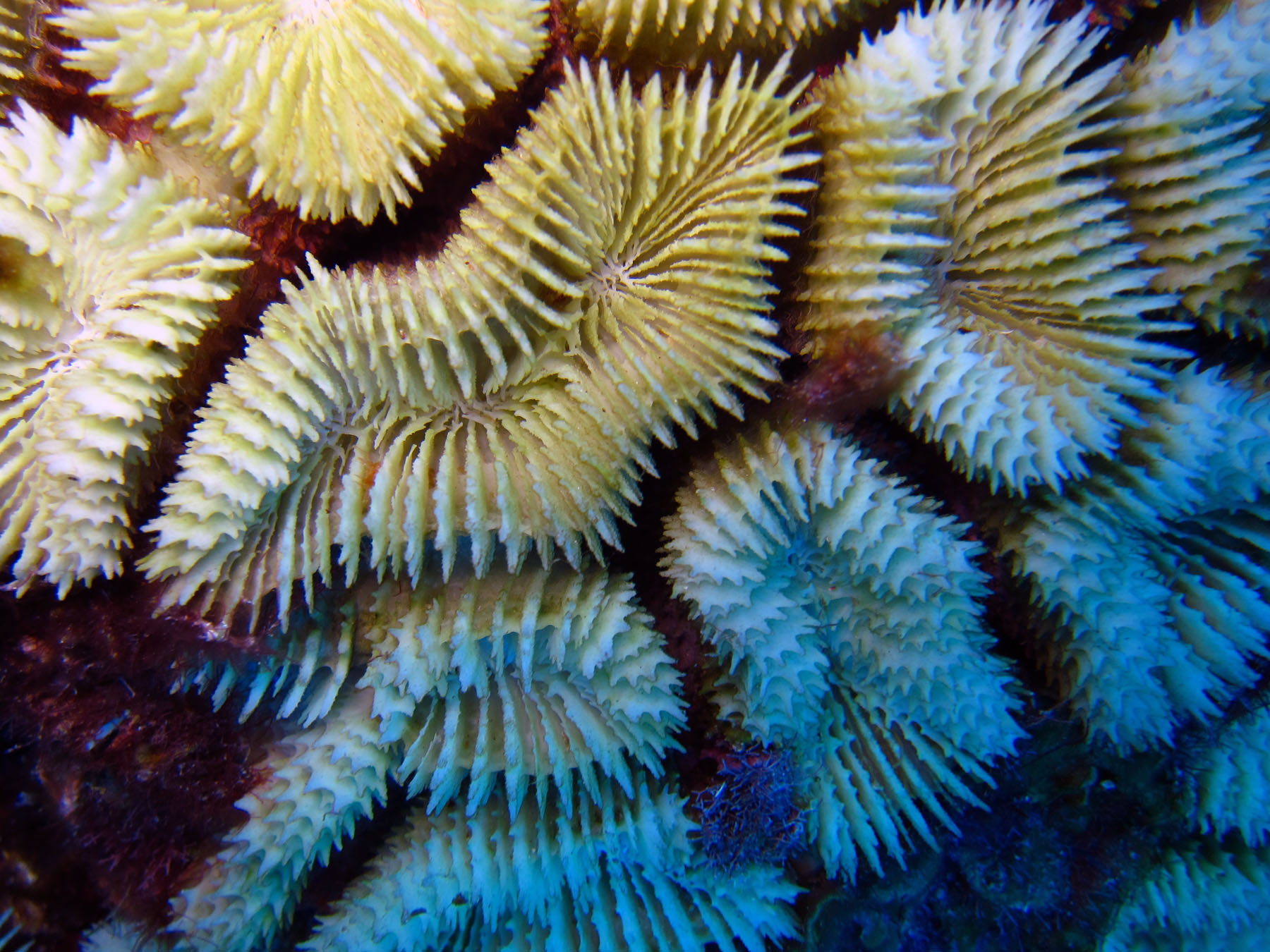
Colònia de Mussa angulosa, amb pòlips retrets, mostrant els septes espinosos, corall flor espinós

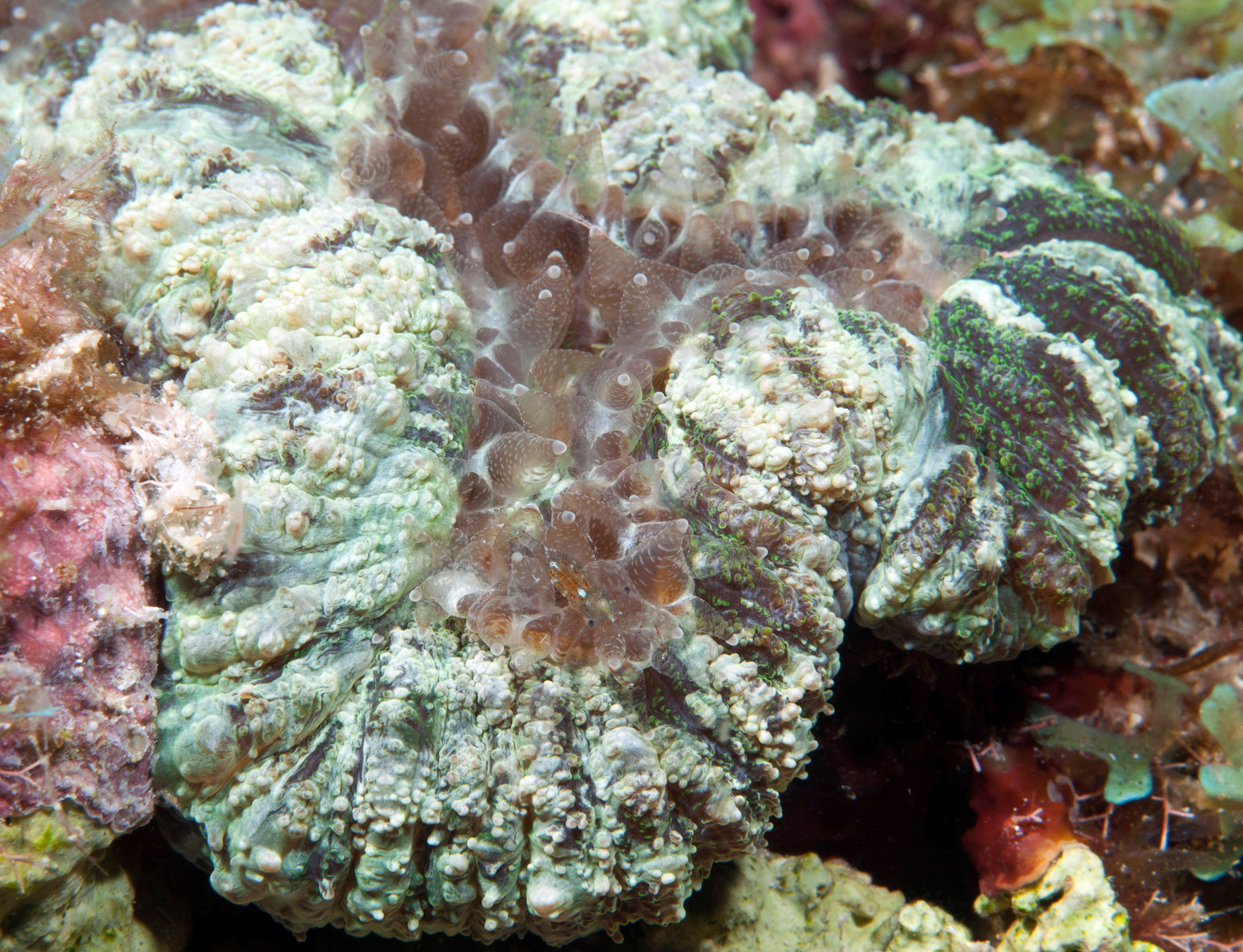
Mussa angulosa, pòlip individual en Flower Garden Banks, Florida

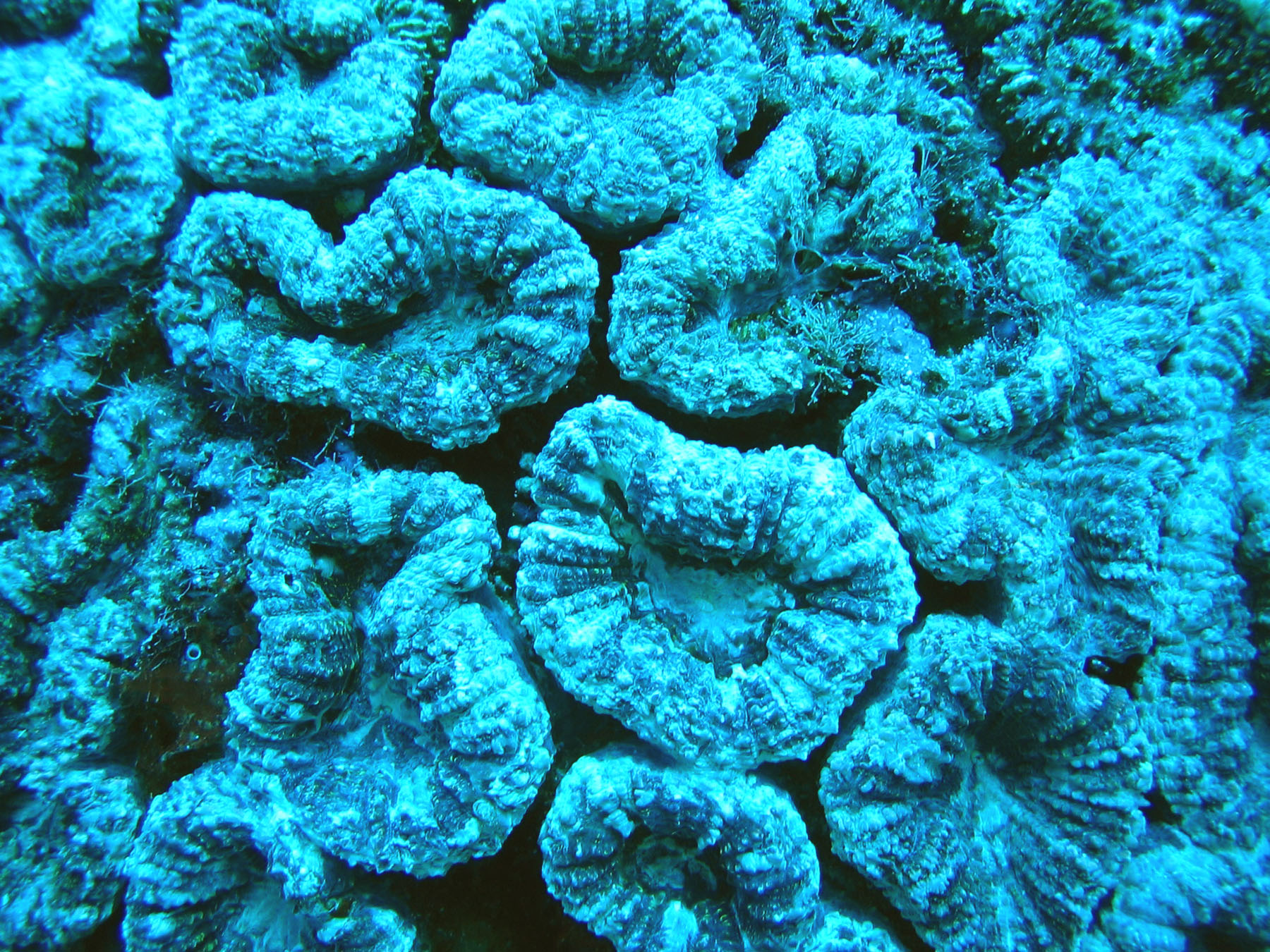
Colònia de Mussa angulosa al Santuari Nacional Marí de Flower Garden Banks, EUA

Mussa és un gènere de corall hermatípic, de la família Mussidae, de l'ordre Scleractinia, àmpliament distribuït per l'oceà Atlàntic oest tropical, i les seues poblacions són estables, tot i que poc abundants.
Actualment, tant el Sistema Integrat d'Informació Taxonòmica, ITIS, com la Unió Internacional per a la Conservació de la Natura, UICN, sols reconeixen una espècie en el gènere, Mussa angulosa. El Registre Mundial d'Espècies Marines, però, i Hexacoralls del Món, admeten també una altra espècie, Mussa crassidentata, tot i que pendent de confirmar.

## Morfologia
Forma colònies amb esquelets d'aplanats a hemisfèrics, o ramificats, encara que en aquest últim cas l'aparença externa és la d'un monticle sòlid. La superfície de la colònia és en forma flabeloide o flabelomeandroide, amb valls curtes de fins a cinc centres. Els septes tenen dents llargues i esmolades, i no són iguals en grossor.
Els coralls tenen entre 4, 5 i 7 cm de diàmetre, amb forma arredonida, el·líptica o circular, i columel·la ben desenvolupada.
Els pòlips són grans i carnosos, amb colors en tonalitats grises, tot i que poden tenir tons blavosos, verds, taronja rogenc o rosa.

## Hàbitat i comportament
Localitzats en quasi totes les zones d'esculls, tot i que preferentment en els esculls profunds i en els de fondària mitjana, de 5 a 30 m, més comuna entre 10 i 20 m. S'han trobat, però, entre 4,25 i 108,75 m de profunditat, i en un interval de temperatura entre 19,81 i 27,97 °C.
És una espècie considerada altament agressiva, que creix en direcció inclinada, susceptible al blanqueig per condicions mediambientals adverses, com canvis en l'interval de temperatures oceàniques, i no tolera altes ràtio de sedimentació.

## Alimentació
En la natura es nodreix sobretot de la fotosíntesi realitzada per les algues zooxantel·les que habiten al teixit dels seus pòlips. Les algues fan la fotosíntesi i produeixen oxigen i sucres, que són aprofitats pels coralls, i s'alimenten dels catabòlits del corall, en especial de fòsfor i nitrogen. Això li proporciona entre el 75 i el 90% dels requeriments nutricionals, i completa l'alimentació capturant zooplàncton amb els tentacles i absorbint matèria orgànica dissolta en l'aigua.

## Reproducció
Són hermafrodites, i produeixen esperma i ous que es fertilitzen internament. Les larves passegen per la columna d'aigua fins que es fixen en el jaç marí. Una vegada allí, esdevenen pòlips i secreten carbonat càlcic per construir-se l'esquelet. Després, es reprodueixen mitjançant gemmació del pòlip, i originen la colònia.

## Distribució geogràfica
Es distribueixen en l'Atlàntic tropical occidental, des de Florida fins al Carib i el golf de Mèxic.
És espècie nadiua d'Anguila; Antigua i Barbuda; Bahames; Barbados; Belize; Bonaire, Sint Eustatius i Saba; Illes Caiman; Colòmbia; Costa Rica; Cuba; Curaçao; Dominica; República Dominicana; Estats Units; Granada; Guadalupe; Haití; Hondures; Jamaica; Mèxic; Montserrat; Nicaragua; Panamà; Saint Barthélemy; Sant Christopher i Nevis; Saint Lucia; Saint Martin (part francesa); Saint Vincent i les Grenadines; Saint Maarten (part holandesa); Trinitat i Tobago; Turks i Caicos; Veneçuela i Illes Verges, angleses.

## Taxonomia
El Registre Mundial d'Espècies Marines reconeix aquestes dues espècies en el gènere, encara que M. crassidentata està pendent de confirmació:
- Mussa angulosa (Pallas, 1766). Estat de conservació: preocupació menor.[2]
- Mussa crassidentanta Rehberg, 1891. Estat de conservació: no avaluat.